# زي (أديامان)
زي (بالتركية: Zey)‏ أو ايندره (بالتركية: İndere)‏ سابقًا هي قرية تركيّة تتبع إداريّاً لمديرية أديامان في محافظة أديامان التركية الواقعة في جنوب شرق الأناضول. وبلغ عدد سكانها 647 نسمة في عام 2021.